# East Lothian (hrabstwo historyczne)
East Lothian (także Haddingtonshire, gael. Lodainn an Ear) – hrabstwo historyczne w południowo-wschodniej Szkocji, obejmujące wschodnią część krainy historycznej Lothian, z ośrodkiem administracyjnym w Haddington.
Hrabstwo położone było na południowym wybrzeżu zatoki Firth of Forth i otwartym Morzem Północnym. Długość linii brzegowej wynosiła nieco ponad 50 km. Przeważającą część hrabstwa zajmowała nizinna równina. Część południowa była wyżynna (pasmo wzgórz Lammermuir Hills). Na południu hrabstwo graniczyło z Berwickshire, na zachodzie z Midlothian. Powierzchnia hrabstwa w 1887 roku wynosiła 701 km², w 1951 roku – 692 km² (0,9% terytorium Szkocji). Liczba ludności w 1887 roku – 38 502, w 1951 roku – 52 258 (1,0% całkowitej populacji Szkocji).
Gospodarka hrabstwa opierała się w dużej mierze na rolnictwie. Na zachodzie eksploatowane były zasobne złoża węgla. Do głównych ośrodków miejskich należały Aberlady, Cockenzie, Dunbar, East Linton, Gifford, Gullane, Haddington, North Berwick, Prestonpans oraz Tranent.
Hrabstwo zlikwidowane zostało w wyniku reformy administracyjnej w 1974 roku, włączone do nowo utworzonego regionu Lothian. W 1996 roku utworzona została jednostka administracyjna (council area) East Lothian, o granicach zbliżonych do historycznego hrabstwa, do której włączone zostało miasto Musselburgh i jego okolice (historycznie część Midlothian). Niewielkie fragmenty dawnego hrabstwa należą do sąsiednich jednostek Scottish Borders oraz Midlothian.